# Igreja de Nossa Senhora dos Milagres (Vila do Corvo)

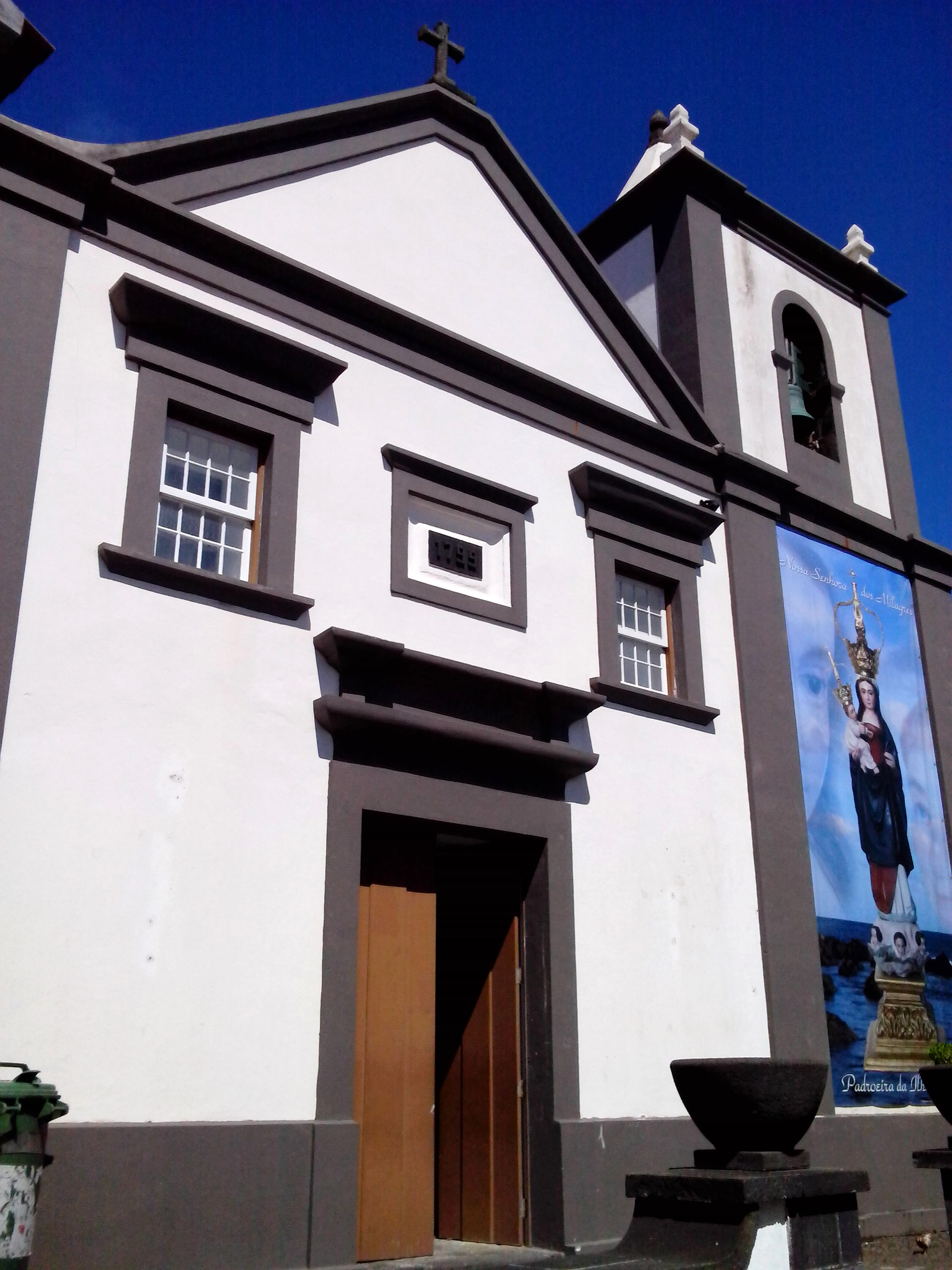

A Igreja de Nossa Senhora dos Milagres localiza-se na Vila do Corvo, na ilha do Corvo, nos Açores.

## História
O primeiro templo erguido na ilha constitui-se em uma simples ermida, de pequenas dimensões, sob a invocação de Nossa Senhora do Rosário, localizada junto ao mar. Aqui cumpriam os corvinos o seu preceito Pascal, para o que para aqui se deslocava, anualmente, pela altura da Quaresma, um clérigo da vizinha ilha das Flores.
Foi destruída durante a incursão de piratas da Barbária à ilha em 1632, a partir de quando a imagem da Senhora passou a ser referida como Senhora dos Milagres.
Em 1674 o lugar do Corvo foi elevado a paróquia. Nessa ocasião cuidou-se de erguer a igreja paroquial, dedicando-a a Nossa Senhora dos Milagres e dotando-a com um vigário, um cura e tesoureiro.
O templo foi reedificado em 1795, com as dimensões de 26 metros de comprimento por 7 de largura.
Foi consumido por um violento incêndio em 1932, no qual se perderam riquíssimas alfaias. Salvou-se, entretanto, a Imagem de Nossa Senhora dos Milagres, que a tradição refere ter sido encontrada no mar. O templo foi restaurado em seguida.
Atualmente constitui-se em conjunto edificado protegido pela Resolução n.º 69/97, de 10 de Abril, do Governo Regional dos Açores e integra o "Inventário do Património Histórico e Religioso da ilha do Corvo".
A festa da padroeira é celebrada, anualmente, a 15 de agosto, e atrai centenas de pessoas da ilha vizinha.

## Características
O templo, erguido em alvenaria de pedra rebocada e pintada de branco, à excepção do soco, dos cunhais, da cornija e das molduras dos vãos, pintados de cor cinzenta. Na fachada principal, de frontaria simples, destaca-se um portal axial encimado por uma moldura. No interior desta existe uma placa de pedra com a data de "1795", data da primeira construção, ladeada por duas janelas. É rematada por um frontão encimado por uma cruz em pedra. A cobertura apresenta-se com duas águas e coberta por telha de meia-cana de produção industrial.
Ainda no exterior, pelo lado direito ergue-se a torre sineira, de planta rectangular. Nela se rasgam os vãos do campanário em arco de volta perfeita, e é encimada por um coruchéu facetado com pináculos sobre os cunhais.
Internamente apresenta uma única nave, dotada de sacristia e de um baptistério localizado do lado da epístola. O púlpito encontra-se localizado do lado do Evangelho.
Ao fundo da nave encontram-se dois altares, um sob a invocação de Nossa Senhora do Carmo (do lado do Evangelho) e outro do Sagrado Coração de Jesus (do lado da Epístola).
A imagem da padroeira é Nossa Senhora dos Milagres, de origem flamenga, e remonta ao século XVI. De acordo com a lenda local, a pequena imagem foi encontrada no mar. Destaca-se pelo seu talhe e pelos magníficos adornos com que foi dotada ao longo dos séculos: coroa e rosário de ouro, capas e mantos de seda recamados de ouro.